# فتوگرام

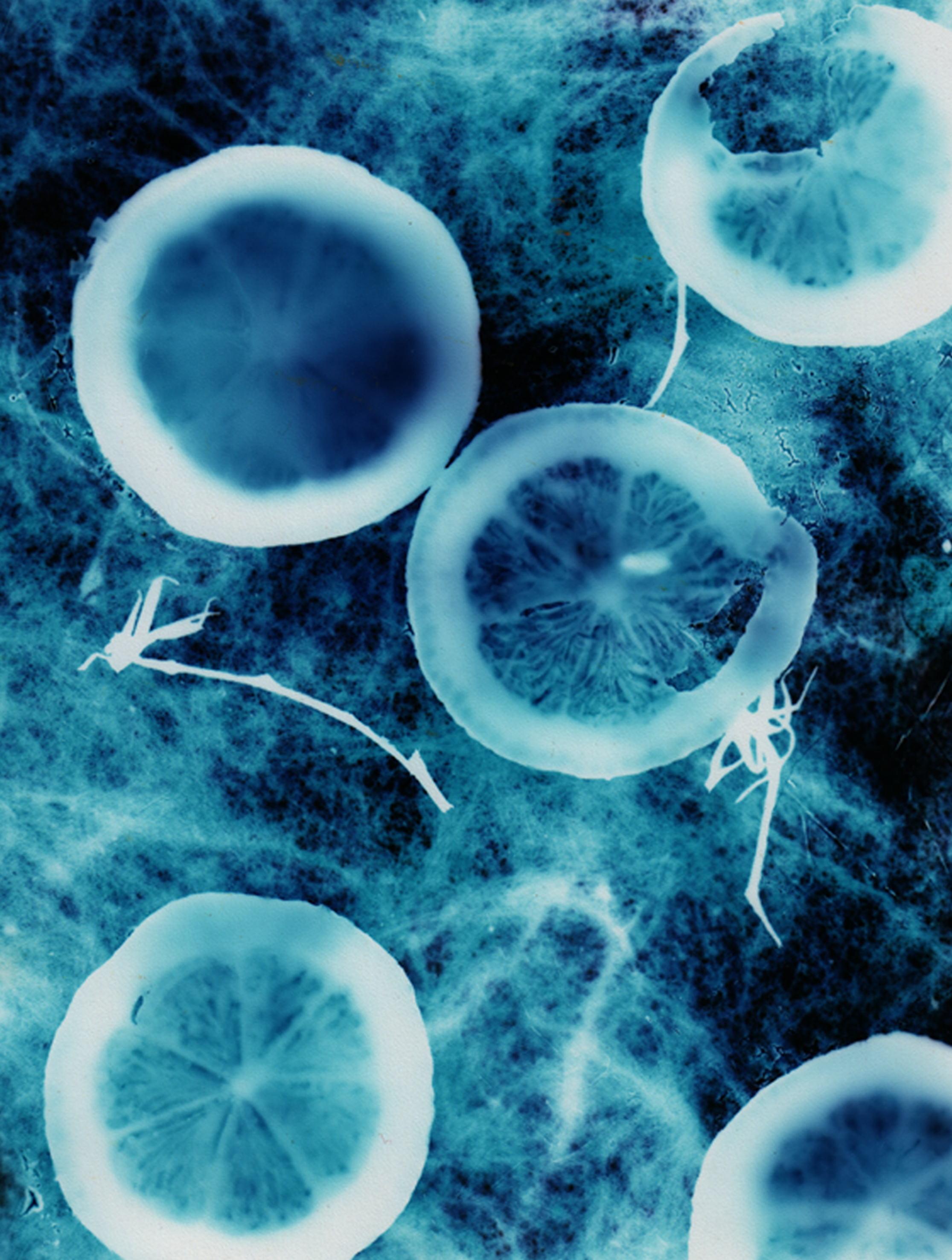

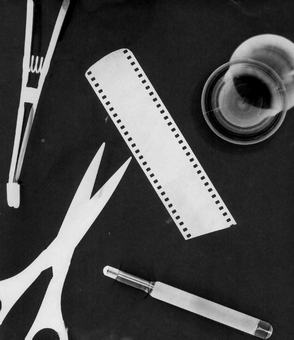
فتوگرام تعدادی از اشیاء مرتبط با عکاسی

فتوگرام یا شیدنگاشت (به انگلیسی: Photogram) به عکاسی تصاویر بدون دوربین گفته می‌شود و برای تهیه آن اشیای مورد نظر را روی یک سطح حساس به نور مانند کاغذ عکاسی قرار می‌گیرند و نوری را که از یک عدسی عبور کرده باشد به‌طور عمودی به سطح مزبور می‌تابانند و نتیجه تصویری است که به صورت مثبت و منفی و با کنتراست تاریک و روشن شدید تهیه می‌شود. اجسام قرار گرفته بر روی کاغذ عکاسی در فتوگرام نهایی به رنگ روشن و قسمتهای منفی به رنگ تیره ظاهر می‌شوند.

## تاریخچه

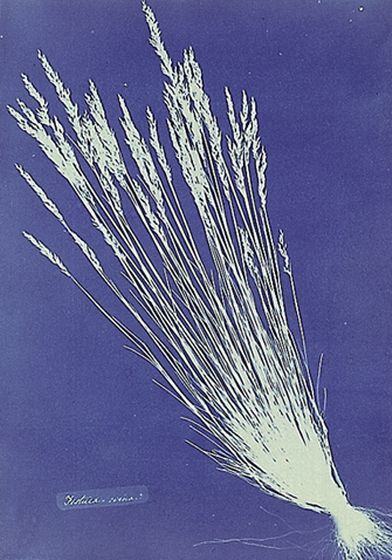
اثری از آنا اتکینز

این سبک توسط هنری فاکس تالبوت ابداع شد و هنرمندان بسیاری مانند من ری، موهولی ناگی، کریستین چاد و پابلو پیکاسو از این تکنیک در آثار خود بهره برده‌اند.

## عکاسان سرشناس
- آنا اتکینز
- سوزان درجس
- آدام فاس
- رائول هاوسمن
- لن لای
- لازلو موهولی ناگی
- پابلو پیکاسو
- من ری
- الکساندر رودچنکو
- کریستین چاد
- گرگ استیماک